# Pierluigi Chicca
Pour l’article ayant un titre homophone, voir Chica.
Pierluigi Chicca (né le 22 décembre 1937 à Livourne et mort le 18 juin 2017 à Rome) est un sabreur italien.

## Biographie

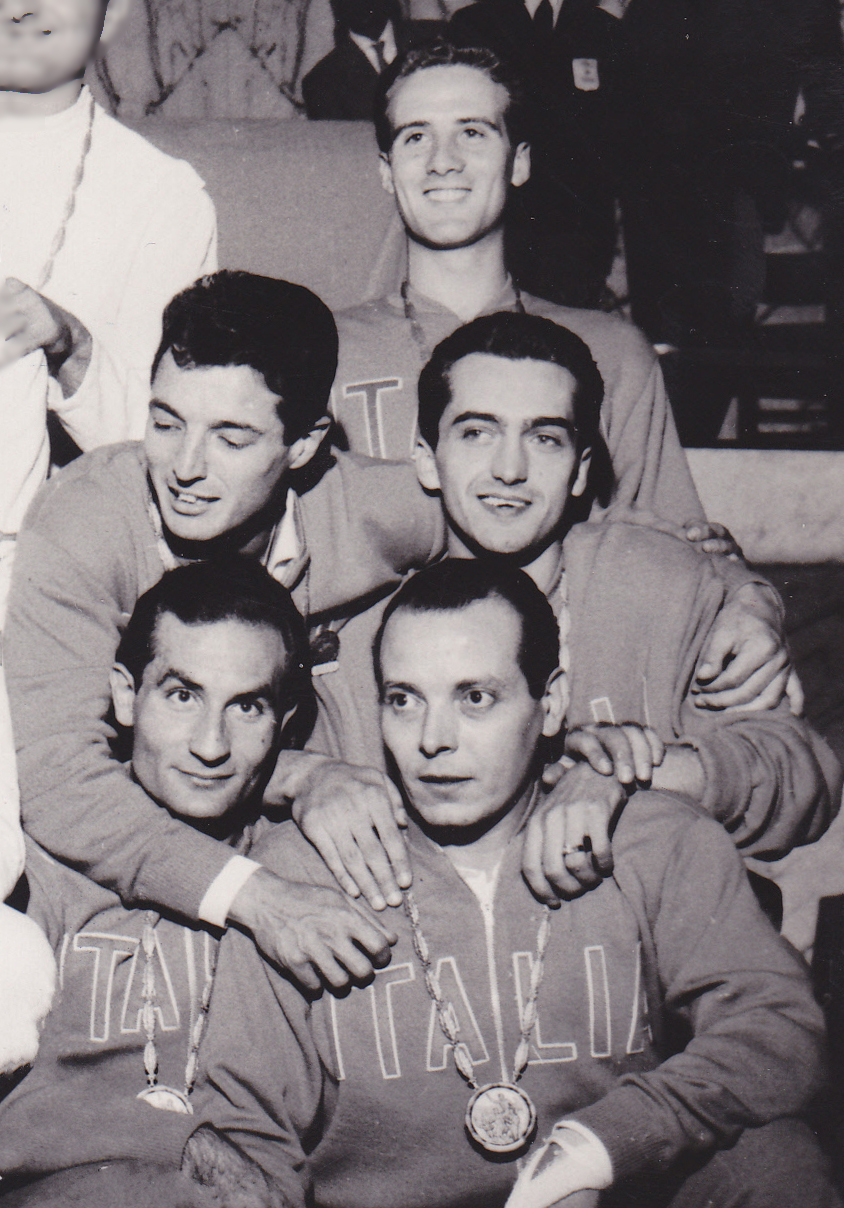
Pierluigi Chicca (en haut) avec l'équipe italienne de sabre aux Jeux olympiques d'été de 1960.

Pierluigi Chicca dispute trois éditions des Jeux olympiques. En 1960 à Rome, il est médaillé de bronze olympique de sabre par équipe avec Wladimiro Calarese, Giampaolo Calanchini, Mario Ravagnan et Roberto Ferrari. Il est médaillé d'argent par équipe en 1964 à Tokyo (avec Wladimiro Calarese, Cesare Salvadori, Giampaolo Calanchini et Mario Ravagnan) et en 1968 à Mexico (avec Wladimiro Calarese, Cesare Salvadori, Michele Maffei et Rolando Rigoli).
Il est aussi médaillé d'argent en sabre par équipes aux Mondiaux de 1965 à Paris.